# Arrondissement de Ogo
L'arrondissement de Ogo est l'un des arrondissements du Sénégal. Il est situé dans la région de Matam et le Département de Matam, dans l'est du pays.
Il compte quatre communes : avec l'acte III de la décentralisation, il n'y a plus de communautés rurales, elles sont devenues toutes communes 
- la Communauté rurale de Bokidiawé ;
- la Communauté rurale de Nabadji Civol ;
- la Communauté rurale de Ogo ;

Son chef-lieu est Ogo.